# Polgárdi
Polgárdi là một thành phố thuộc hạt Fejér, Hungary. Thành phố này có diện tích 72,16 km², dân số năm 2010 là 6973 người, mật độ 97 người/km².